# Orahili Fau
Orahili Fau is een bestuurslaag in het regentschap Nias Selatan van de provincie Noord-Sumatra, Indonesië. Orahili Fau telt 2413 inwoners (volkstelling 2010).